# Padova–Bologna-vasútvonal
A Padova–Bologna-vasútvonal egy normál nyomtávolságú, 3 kV egyenárammal villamosított vasútvonal Olaszországban Padova és Bologna között.